# Jason Williams (hockey sur glace)
Pour le joueur de Basket-ball, voir Jason Williams.
Pour les articles homonymes, voir Williams et Jason Williams (homonymie).
Jason Williams (né le 11 août 1980 à London, dans la province de l'Ontario au Canada) est un joueur professionnel de hockey sur glace évoluant dans la Ligue nationale de hockey.

## Carrière
Après avoir joué durant quatre saisons avec les Petes de Peterborough de la Ligue de hockey de l'Ontario et n'ayant pas été réclamé lors d'un repêchage de la LNH, Jason Williams devint joueur professionnel en 2000 en signant un contrat en tant qu'agent libre avec les Red Wings de Détroit.
Il passe les six saisons suivantes avec ces derniers, remportant la Coupe Stanley en 2002 et évoluant lors du «lock-out» de la LNH pour le Ässät Pori de la SM-Liiga en Finlande. Les Red Wings l'envoient aux Blackhawks de Chicago avant la date limite des transactions lors de la saison 2006-2007.
Williams reste avec Chicago jusqu'en 2008, signant durant l'été un contrat en tant qu'agent libre avec les Thrashers d'Atlanta. Insatisfaits de son apport à l'équipe, ces derniers le cèdent aux Blue Jackets de Columbus après seulement 41 rencontres.
Le joueur de centre revient avec les Red Wings de Détroit en été 2009 en acceptant un contrat d'une saison.
Au niveau international, il représente la formation du Canada lors des championnats mondiaux de 2006.

## Statistiques

### En club
| Saison     | Équipe                     | Ligue       |     | Saison régulière | Saison régulière | Saison régulière | Saison régulière | Saison régulière |   | Séries éliminatoires | Séries éliminatoires | Séries éliminatoires | Séries éliminatoires | Séries éliminatoires |
| Saison     | Équipe                     | Ligue       | PJ  | B                | A                | Pts              | Pun              | PJ               | B | A                    | Pts                  | Pun                  |                      |                      |
| 1996-1997  | Petes de Peterborough      | LHO         | 60  | 4                | 8                | 12               | 8                | 10               | 1 | 0                    | 1                    | 2                    |                      |                      |
| 1997-1998  | Petes de Peterborough      | LHO         | 55  | 8                | 27               | 35               | 31               | 4                | 0 | 1                    | 1                    | 2                    |                      |                      |
| 1998-1999  | Petes de Peterborough      | LHO         | 68  | 26               | 48               | 74               | 42               | 5                | 1 | 2                    | 3                    | 2                    |                      |                      |
| 1999-2000  | Petes de Peterborough      | LHO         | 66  | 36               | 37               | 73               | 64               | 5                | 2 | 1                    | 3                    | 2                    |                      |                      |
| 2000-2001  | Red Wings de Détroit       | LNH         | 5   | 0                | 3                | 3                | 2                | 2                | 0 | 0                    | 0                    | 0                    |                      |                      |
| 2000-2001  | Mighty Ducks de Cincinnati | LAH         | 76  | 24               | 45               | 69               | 48               | 1                | 0 | 0                    | 0                    | 2                    |                      |                      |
| 2001-2002  | Red Wings de Détroit       | LNH         | 25  | 8                | 2                | 10               | 4                | 9                | 0 | 0                    | 0                    | 2                    |                      |                      |
| 2001-2002  | Mighty Ducks de Cincinnati | LAH         | 52  | 23               | 27               | 50               | 27               | 3                | 0 | 1                    | 1                    | 6                    |                      |                      |
| 2002-2003  | Red Wings de Détroit       | LNH         | 16  | 3                | 3                | 6                | 2                | -                | - | -                    | -                    | -                    |                      |                      |
| 2002-2003  | Griffins de Grand Rapids   | LAH         | 45  | 23               | 22               | 45               | 18               | 15               | 1 | 7                    | 8                    | 16                   |                      |                      |
| 2003-2004  | Red Wings de Détroit       | LNH         | 49  | 6                | 7                | 13               | 15               | 3                | 0 | 0                    | 0                    | 2                    |                      |                      |
| 2004-2005  | Ässät Pori                 | SM-Liiga    | 43  | 26               | 17               | 43               | 52               | 2                | 1 | 1                    | 2                    | 4                    |                      |                      |
| 2005-2006  | Red Wings de Détroit       | LNH         | 80  | 21               | 37               | 58               | 26               | 6                | 1 | 1                    | 2                    | 6                    |                      |                      |
| 2006-2007  | Red Wings de Détroit       | LNH         | 58  | 11               | 15               | 26               | 24               | -                | - | -                    | -                    | -                    |                      |                      |
| 2006-2007  | Blackhawks de Chicago      | LNH         | 20  | 4                | 2                | 6                | 20               | -                | - | -                    | -                    | -                    |                      |                      |
| 2007-2008  | Blackhawks de Chicago      | LNH         | 43  | 13               | 23               | 36               | 22               | -                | - | -                    | -                    | -                    |                      |                      |
| 2008-2009  | Thrashers d'Atlanta        | LNH         | 41  | 7                | 11               | 18               | 8                | -                | - | -                    | -                    | -                    |                      |                      |
| 2008-2009  | Blue Jackets de Columbus   | LNH         | 39  | 12               | 17               | 29               | 16               | 4                | 0 | 1                    | 1                    | 2                    |                      |                      |
| 2009-2010  | Red Wings de Détroit       | LNH         | 44  | 6                | 9                | 15               | 8                | 3                | 0 | 0                    | 0                    | 0                    |                      |                      |
| 2010-2011  | Whale du Connecticut       | LAH         | 17  | 4                | 5                | 9                | 10               | -                | - | -                    | -                    | -                    |                      |                      |
| 2010-2011  | Stars de Dallas            | LNH         | 27  | 2                | 3                | 5                | 6                | -                | - | -                    | -                    | -                    |                      |                      |
| 2011-2012  | Penguins de WBS            | LAH         | 59  | 13               | 30               | 43               | 32               | 12               | 3 | 10                   | 13                   | 2                    |                      |                      |
| 2011-2012  | Penguins de Pittsburgh     | LNH         | 8   | 1                | 1                | 2                | 4                | -                | - | -                    | -                    | -                    |                      |                      |
| 2012-2013  | HC Ambrì-Piotta            | LNA         | 47  | 26               | 20               | 46               | 16               | 3                | 0 | 2                    | 2                    | 0                    |                      |                      |
| 2013-2014  | HC Ambrì-Piotta            | LNA         | 32  | 8                | 10               | 18               | 12               | 2                | 0 | 1                    | 1                    | 0                    |                      |                      |
| 2014-2015  | Barons d'Oklahoma City     | LAH         | 72  | 21               | 32               | 53               | 30               | 10               | 0 | 5                    | 5                    | 6                    |                      |                      |
| 2015-2016  | Kölner Haie                | DEL         | 9   | 0                | 3                | 3                | 8                | -                | - | -                    | -                    | -                    |                      |                      |
| 2016-2017  | Renon Sport                | Alps HL     | 2   | 3                | 1                | 4                | 0                | -                | - | -                    | -                    | -                    |                      |                      |
| 2016-2017  | Nottingham Panthers        | EIHL        | 11  | 5                | 9                | 14               | 0                | 2                | 0 | 1                    | 1                    | 0                    |                      |                      |
| 2017-2018  | Brantford Blast            | Coupe Allan | 10  | 8                | 7                | 15               | 2                | -                | - | -                    | -                    | -                    |                      |                      |
| 2018-2019  | Dundas Real McCoys         | Coupe Allan | 2   | 1                | 4                | 5                | 0                | -                | - | -                    | -                    | -                    |                      |                      |
| 2019-2020  | Dundas Real McCoys         | Coupe Allan | 4   | 1                | 3                | 4                | 0                | 4                | 1 | 1                    | 2                    | 0                    |                      |                      |
| Totaux LNH | Totaux LNH                 | Totaux LNH  | 455 | 94               | 134              | 228              | 157              | 27               | 1 | 2                    | 3                    | 12                   |                      |                      |

### En équipe nationale
| Année | Équipe | Compétition          |   | PJ | B | A | Pts | Pun      |  | Résultat |
| 2006  | Canada | Championnat du monde | 9 | 2  | 5 | 7 | 2   | 4e place |  |          |

## Transactions
- 18 septembre 2000 : signe à titre d'agent libre avec les Red Wings de Détroit.
- 18 octobre 2004 : signe à titre d'agent libre avec le Ässät Pori de la SM-Liiga.
- 26 février 2007 : échangé par les Red Wings aux Blackhawks de Chicago en retour de Kyle Calder.
- 14 juillet 2008 : signe à titre d'agent lbre avec les Thrashers d'Atlanta.
- 14 janvier 2009 : échangé par les Thrashers aux Blue Jackets de Columbus en retour de Clay Wilson et du choix de sixième tour des Sharks de San José au repêchage de 2009 (choix acquis précédemment et transféré ensuite aux Blackhawks de Chicago qui réclament avec ce choix David Pacan).
- 6 août 2009 : signe à titre d'agent libre avec les Red Wings de Détroit.